# Lo Canal
Lo Canal, també conegut com a Canal 520 ME, és un canal de reg que té el seu inici en el municipi de Talarn a la cota de 480 metres d'altitud, passa per l'antic terme de Vilamitjana (actualment una entitat municipal descentralitzada de Tremp) fins al riu d'Abella. Fou construït per l'empresa Riegos y Fuerzas del Ebro dintre del seu projecte de construcció de la central hidroelèctrica de Talarn.
L'ús del canal és el regadiu. En el seu origen està alimentat per una estació de bombeig amb un cabal de 575 litres per segon. Proporciona aigua per a una superfície de 606,08 hectàrees. El canal primari té una longitud de 7,72 quilòmetres, la dels canals secundaris és de 19,29 i la dels terciaris és de 23,40 quilòmetres.
La construcció dels canals de rec formà part de les concessions que Riegos y Fuerzas del Ebro feu a la comarca, fruit de les negociacions entre la companyia i la Junta Comarcal de Defensa dels Interessos Hidràulics. El conveni de col·laboració entre les dues parts es signà davant notari el 9 de juny de 1912 a Tremp.